# Taronga Zoo

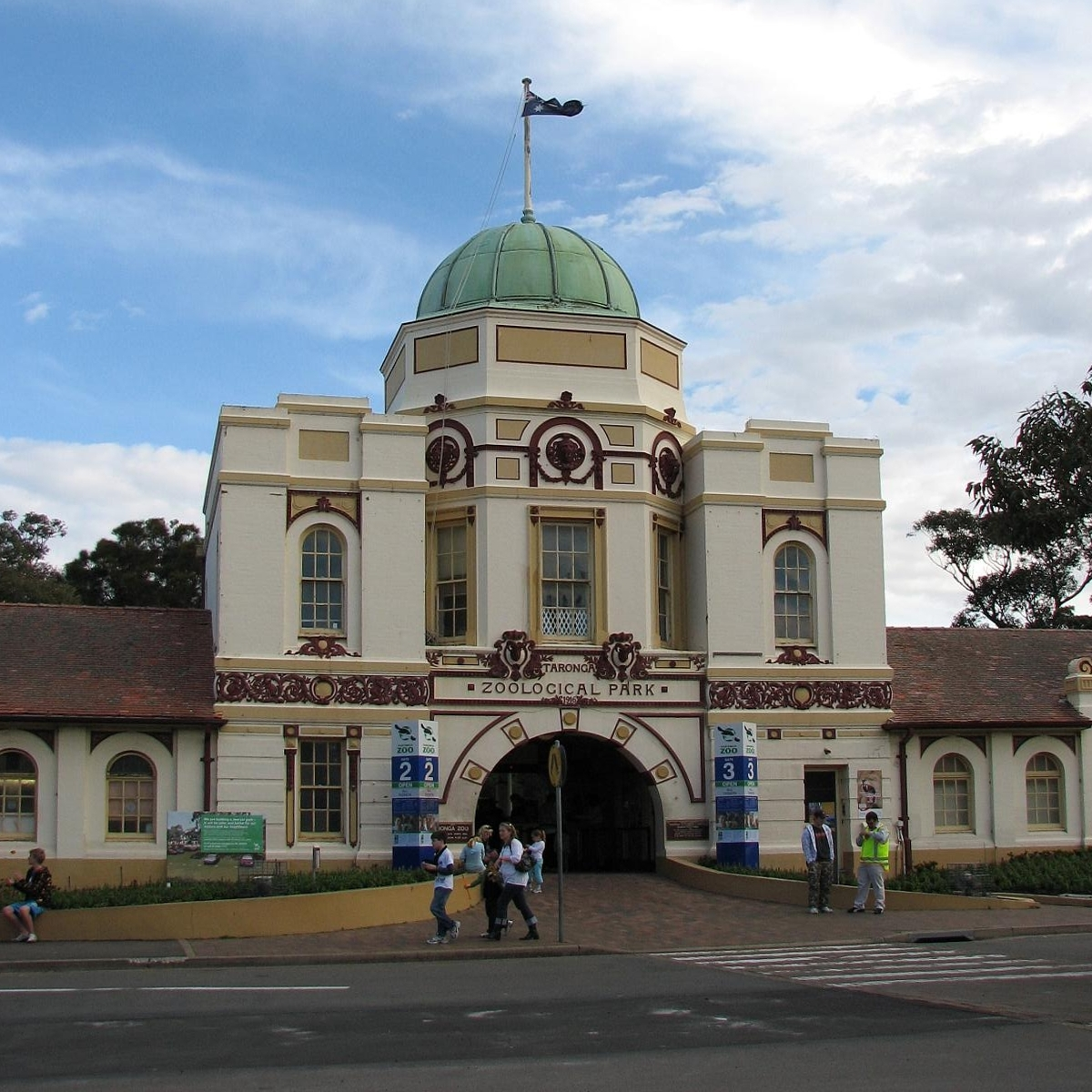
Ingresso del Taronga Zoo

Il Taronga Zoo è il giardino zoologico della città di Sydney, nel Nuovo Galles del Sud, in Australia. Aperto ufficialmente il 7 ottobre 1916, si trova presso Port Jackson, il porto cittadino, in particolare nel sobborgo di Mosman. Lo zoo è amministrato dallo Zoological Parks Board of New South Wales tramite la Taronga Conservation Society, e dalla Taronga Western Plains Zoo con sede a Dubbo.
Diviso in otto regioni zoogeografiche, il Taronga Zoo ospita circa 2600 animali su una superficie di 21 ettari, che lo rende uno dei più grandi della categoria.